# Sed (Unix)
sed (abbreviazione dalla lingua inglese di stream editor, editor di flusso) è un comando dei sistemi operativi Unix e Unix-like, e più in generale dei sistemi POSIX, che consente il filtraggio e la manipolazione di testi.
Il comando viene tipicamente utilizzato in pipe in ambiente shell o specificando un file di input da riga di comando. Pur essendo principalmente utilizzato per applicare delle espressioni regolari, il linguaggio interpretato da sed è turing completo, anche se, essendo pensato per la manipolazione del testo, un suo utilizzo per altri scopi è considerato esoterico.

## Sintassi
```
sed [OPZIONI]... {file regole filtraggio} [file di input]..
```

Le opzioni riguardano la modalità di filtraggio e le operazioni (come ad esempio sostituzione del testo) da effettuare. Opzioni che possono essere elencate in un file da passare in input al programma per poterlo perfezionare o riutilizzare.
Il file di input, opzionale, contiene il testo su cui saranno applicati i filtri

## Esempi di utilizzo
Generazione di un file di test:
```
$ cat << eof > test.txt
> 1:2:3:4:5
> eof
```

Esempio con file di input:
```
$ sed s/:/-/g test.txt
1-2-3-4-5
```

Esempi (equivalenti) con pipe:
```
$ cat test.txt | sed s/:/-/g
1-2-3-4-5

$ echo 1:2:3:4:5 | sed s/:/-/g
1-2-3-4-5
```